# Coupe de Sainte-Lucie de football
La Coupe du Sainte-Lucie de football (Saint Lucia FA Cup en anglais) est une compétition nationale de football créée en 1998.

## Palmarès
| Année     | Vainqueur                        | Score                   | Finaliste                        |
| --------- | -------------------------------- | ----------------------- | -------------------------------- |
| 1998      | Mabouya Valley                   | ??                      | Dennery All Stars (Dennery)      |
| 1999      | Roots Alley Ballers (Vieux Fort) | 5 - 0                   | Young Stars (Anse-la-Raye)       |
| 2000      | Rovers United (Mabouya Valley)   | 3 - 2 a.p.              | Northern United (Gros-Islet)     |
| 2001      | VSADC (Castries)                 | 2 - 1 b.o.              | Roots Alley Ballers (Vieux Fort) |
| 2002      | VSADC (Castries)                 | 1 - 1 a.p. 9 - 8 t.a.b. | Cimpex Orion                     |
| 2003      | 18 Plus (Dennery)                | 2 - 1 b.o.              | Pioneers FC (Castries)           |
| 2004      | Northern United (Gros-Islet)     | ??                      | Rovers United (Mabouya Valley)   |
| 2005/2006 | Elite Challengers (Soufrière)    | 1 - 1 a.p. 3 - 2 t.a.b. | Canaries (Canaries)              |
| 2007      | Northern United (Gros-Islet)     | 5 - 0                   | Orion                            |
| 2008/2009 | Dennery Aux-Lyons                | 4 - 1                   | GSYO                             |
| 2009/2010 |                                  | Finale abandonnée,      |                                  |
| 2013      | Marchand                         | 1 - 1 a.p. 4 - 3 t.a.b. | Mabouya Valley Rovers            |
| 2014-2017 |                                  | Inconnu                 |                                  |
| 2018      | Marchand                         |                         |                                  |